# Otto von Rohr (Sänger)
Otto von Rohr (* 24. Februar 1914 in Berlin; † 15. Juli 1982 in Leonberg) war ein deutscher Opernsänger in der Stimmlage Bass.

## Leben
Nach seiner Ausbildung an der Musikhochschule Berlin bei Hermann Weißenborn debütierte er 1938 am Stadttheater von Duisburg als Sarastro in der Zauberflöte. Dort blieb er bis 1941 und war dann zwischen 1941 und 1979 an der Staatsoper in Stuttgart engagiert. Dort trat er auch bis zu seinem Tod auf. Rohr hatte zusätzlich in seinen frühen Jahren einen Vertrag mit den Städtischen Bühnen in Frankfurt am Main und in seinen späteren Jahren mit der Staatsoper Wien.

## Tonaufnahmen (Auswahl)
- Wagner: Lohengrin, mit Otto von Rohr, Herbert Schachtschneider (Lohengrin), Leonore Kirschstein (Elsa), Heinz Imdahl (Friedrich von Telramund), Ruth Hesse (Ortrud), Hans Helm, Chor der Wiener Staatsoper, Großes Symphonieorchester (mit Mitgliedern der Tschechische Philharmonie), Dirigent: Hans Swarowsky, aufgenommen im August 1968, Augsburg: Weltbild Classics 1996.